# Phenix (entreprise)
Pour les articles homonymes, voir Phénix (homonymie).
Phenix est une scale-up française qui accompagne les entreprises, notamment de la grande distribution, dans leur démarche de réduction du gaspillage.
La société créée en 2014 est une entreprise de l'économie sociale et solidaire, agréée entreprise solidaire d'utilité sociale et Benefit corporation.

## Histoire
La start-up est créée en 2014 par Jean Moreau et Baptiste Corval, afin de limiter le gaspillage alimentaire dans le commerce et la grande distribution. Basée à Paris, elle compte 200 employés en France en 2020.
En 2018, elle est membre de la première promotion de lauréats French Impact, un accélérateur national de l’innovation sociale lancé en janvier 2018 par Christophe Itier, haut-commissaire à l’économie sociale et solidaire et à l’innovation sociale.
À l'automne 2018, la société, bénéficie d'une augmentation de capital de 15 millions d'euros auprès d'Environmental Technologies Fund (EFT partners), Bpifrance, Sofiouest et Crédit mutuel Arkéa, pour son déploiement à l’étranger, puis auprès de Danone et son fonds d’investissements Danone Manifesto Ventures en 2020.
En 2021, le quotidien Les Échos signale le rachat de MyFoody, un acteur italien de l'anti-gaspillage, par Phenix. L’article indique également que la marque poursuivra ses activités en se lançant au Royaume-Uni et en Allemagne en 2022.
À la différence de Too Good to Go, qui annonçait vouloir se développer sur le marché américain, Phenix s’intéresse, elle, au marché asiatique.

## Activité
Phenix est présent dans 25 villes en France, en Île-de-France, en Bretagne, dans le Sud-ouest français, le Nord (Lille), l'Est de la France (Strasbourg), ainsi que dans les régions Auvergne-Rhône-Alpes et Provence-Alpes-Côte d'Azur, en Belgique, en Espagne, au Portugal et en Italie.
Elle a pour objectif de réduire le gaspillage. L'entreprise récupère différents types d'invendus (alimentaire, produits d'hygiène et d'entretien, fournitures scolaires...) auprès de la grande distribution (E.Leclerc, Carrefour City, Système U, Franprix), de destockeurs, d'industriels, d'institutions publiques ou d’événements comme les festivals (We love green, Rock en Seine...). Les produits collectés sont ensuite distribués gratuitement à des épiceries sociales, d'associations reconnues d'utilité publique, d'associations d'intérêt général ou mis en vente sur l'application mobile Phenix à prix réduit.
Son activité d'intermédiaire lui est profitable grâce à la commission qu'elle prélève sur les économies réalisées par les professionnels sur la vente des produits périssables, les réductions d'impôt au titre du don en nature aux associations et les coûts de traitement des déchets économisés.
En 2018, son activité permet aux bénéficiaires des réductions d’impôts de distribuer 30 millions de repas avec les denrées alimentaires récoltées.
En 2019, Phenix lance son application mobile pour acheter à prix réduit les invendus des commerces afin de compléter son service de don aux associations caritatives L'application est notamment partenaire des magasins Franprix, La Vie claire et des Jardineries Truffaut.
En Avril 2022, Phenix se mobilise pour le pouvoir d'achat des étudiants en réunissant un collectif de 10 marques (Franprix, Pulpe de Vie, Wizbii...) pour créer un "kit de survie étudiant" où ces entreprises s'engagent à proposer des réductions pour les étudiants de 15 % en moyenne pendant 1 mois.

## Identités visuelles

Ancien logo
Ancien logo
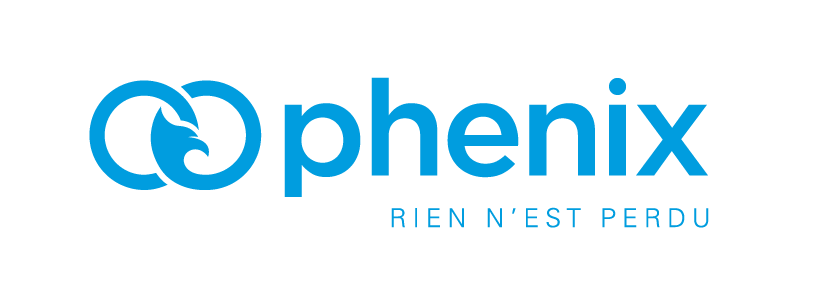
Logo jusqu'à 2021
Logo depuis 2021